# Kristjan Järvi
Kristjan Järvi (Tallin, 13 de junio de 1972) es un director de orquesta y compositor estonio-americano.
Es el hijo pequeño de Neeme Järvi y hermano de Paavo Järvi.

## Trayectoria
Cuando Järvi tenía 7 años, su familia emigró a los Estados Unidos y se estableció en Rumson, Nueva Jersey (recibió la ciudadanía estadounidense en 1985). Creció en Nueva York. Järvi estudió piano con Nina Svetlanova en la Escuela de Música de Manhattan. Más tarde pasó a estudiar dirección en la Universidad de Míchigan bajo Kenneth Kiesler.
De 1998 a 2000, Järvi fue director asistente de Esa-Pekka Salonen en la Filarmónica de Los Ángeles. Él y el compositor Gene Pritsker fueron cofundadores en 1993 de Absolute Ensemble, con sede en Nueva York, con Järvi como director musical. En 2007, Järvi y Absolute Ensemble fueron galardonados con el Premio Deutsche Bank al Logro artístico sobresaliente.
Järvi fue director de orquesta y director musical de la Norrlands Opera de 2000 a 2004. De 2004 a 2009, Järvi fue director de orquesta y director musical de la Tonkünstler Orchestra de Viena. Järvi es también el actual asesor artístico de la Kammerorchester Basel y el director y fundador de la Filarmónica del Mar Báltico (anteriormente Filarmónica de la Juventud Báltica). En abril de 2011, Järvi fue nombrado el siguiente director de orquesta de la Orquesta Sinfónica MDR de Leipzig, con vigencia en la temporada 2012-2013, con un contrato inicial de 3 años. Su contrato con la  MDR se amplió en 2015. En marzo de 2017, la MDR anunció que concluirá su contrato después del cierre de la temporada 2017-2018.
Además de una nominación al Grammy, Järvi ha sido galardonado con el German Record Critics Prize y un Grammy sueco por la grabación de la ópera de Hilding Rosenberg "Isle of Bliss". Ha grabado la misa de Leonard Bernstein con la Orquesta Tonkünstler y Absolute Ensemble.
Mientras que el repertorio de Järvi incluye piezas de los períodos Clásico y Romántico, también es especialista en compositores del siglo XX y música contemporánea, y encargó obras de Arvo Pärt, Heinz Karl Gruber, Erkki Sven Tüür, Ezequiel Viñao, Peeter Vähi, Dave Soldier, Joe Zawinul y Gediminas Gelgotas, entre otros. En 2014, Järvi y el sello discográfico francés Naïve Classique lanzaron el 'Kristjan Järvi Sound Project', una serie en curso con grabaciones de todos los ensembles de Järvi.
Järvi ha estado casado dos veces. Tuvo un hijo en su primer matrimonio con la violinista Leila Josefowicz. El matrimonio terminó en divorcio. Järvi y su segunda esposa, la flautista Hayley Melitta, tienen tres hijos. Las actividades filantrópicas de Järvi incluyen la fundación de Orphanage Music Outreach en Estonia y la Absolute Academy en Bremen.